# Norwich Castle

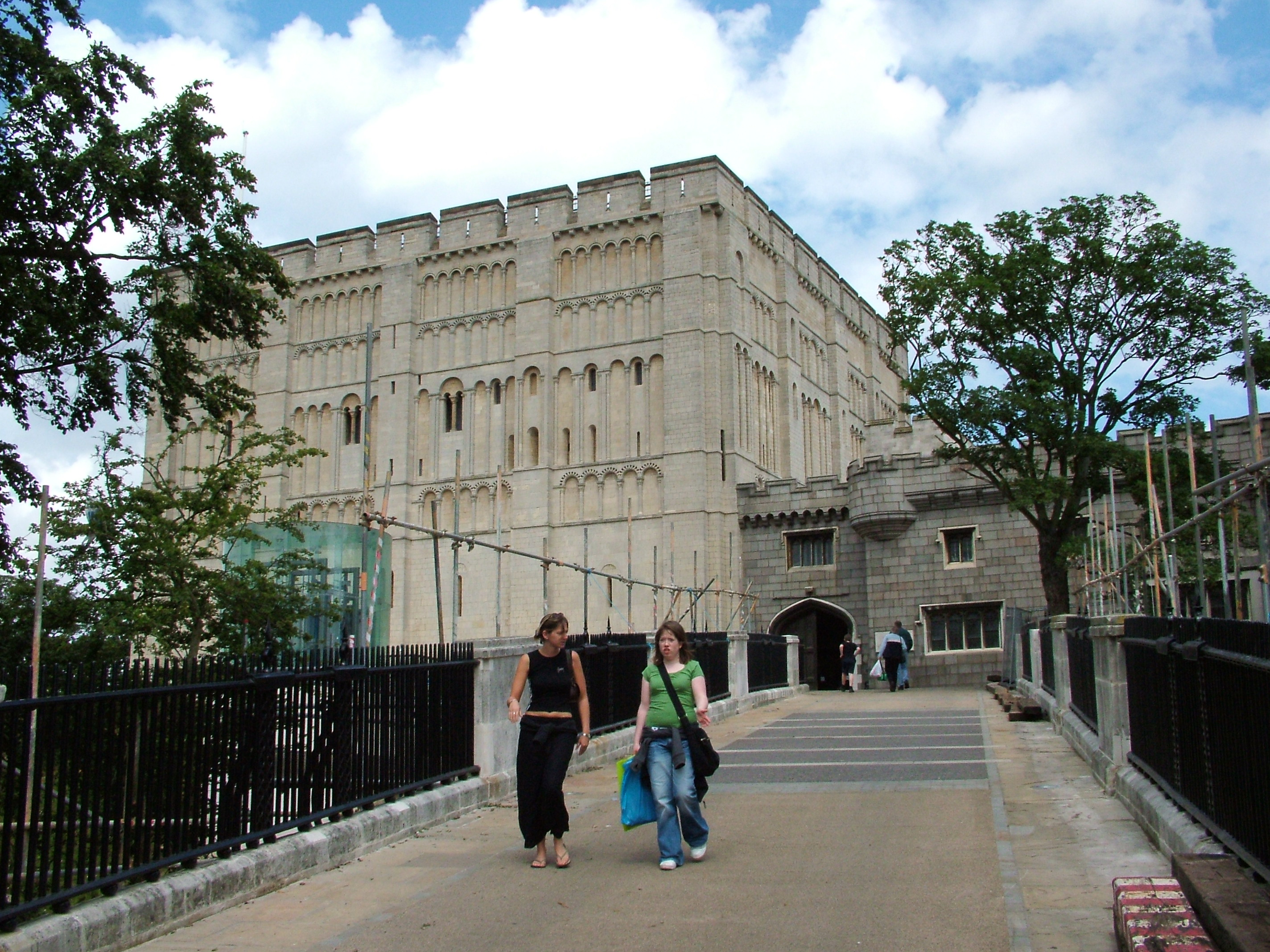
Keep und Eingang zum Museum

Norwich Castle ist eine Burg in der englischen Stadt Norwich aus der Zeit der Normannen.  Sie beherbergt heute ein Museum, das sich sowohl mit Geschichte befasst als auch Kunstwerke verschiedener Epochen zeigt.
Ursprünglich als königlicher Wohnsitz gebaut, besteht die Burg – wie der Tower of London und andere Festungen aus der Zeit der normannischen Eroberung Englands – aus einem großen zentralen Keep sowie mehreren Gräben und Mauern. Während der Keep noch weitgehend originalgetreu erhalten ist, wurden andere Gebäude im Laufe der Jahrhunderte stark zerstört oder umgebaut.
Norwich Castle wurde auf einem 20 Meter hohen künstlichen Hügel errichtet, den die 1066 besiegten Angelsachsen aufschütten mussten. Der um 1100 gebaute steinerne Keep hat eine Grundfläche von etwa 27 Metern im Quadrat und erreicht eine Höhe von 20 Metern. Die von einem trockenen Graben umschlossene Festung dominierte für Jahrhunderte die Silhouette der Stadt und befindet sich auch noch heute zentral in der Stadtmitte.
Die Festung diente seit dem 14. Jahrhundert als Gefängnis und seit 1894 als Museum. Die Sammlung des Museums umfasst Stücke aus der Geschichte Norfolks und Englands. Die archäologische Abteilung hat sich vor allem auf das Alte Ägypten spezialisiert. Im Kunstflügel findet sich neben der Zusammenstellung der wichtigsten Werke der Landschaftsmalerei der Norwich School of Painters auch die weltgrößte Sammlung von Teekannen aus Keramik.